# 珈琲いかがでしょう
『珈琲いかがでしょう』（コーヒーいかがでしょう、フランス語: Vous voulez du cafe?）は、コナリミサトによる日本の漫画作品。『WEBコミック EDEN』（マッグガーデン）にて2014年2月20日から2015年12月7日まで連載された。2021年4月5日から5月24日まで中村倫也の主演でテレビドラマ化された。

## あらすじ
タコのマークの移動珈琲屋「タコ珈琲」の店主・青山一は一杯ごとに豆を挽き、お客様に合った珈琲を丁寧に淹れることで人々の心をほぐす。しかし、いつも笑顔の一には誰も予測出来ない秘められた過去が存在した。

## 登場人物
青山一（あおやま はじめ）
主人公。タコのマークの移動珈琲屋「タコ珈琲」の店主。

## 書誌情報
- コナリミサト『珈琲いかがでしょう』マッグガーデン〈マッグガーデンコミックスEDENシリーズ〉、全3巻
  1. 2014年9月13日発売[3]、ISBN 978-4-8000-0363-8
  2. 2015年5月14日発売[4]、ISBN 978-4-8000-0458-1
  3. 2016年2月13日発売[5]、ISBN 978-4-8000-0537-3
- コナリミサト『珈琲いかがでしょう 新装版』マッグガーデン〈マッグガーデンコミックスEDENシリーズ〉、上下巻
  1. 2019年2月15日発売[6]、ISBN 978-4-8000-0833-6
  2. 2019年3月14日発売[7]、ISBN 978-4-8000-0841-1

## 配信アニメ
2018年8月よりアニメ配信アプリ「アニメビーンズ」にてタテアニメとして配信が開始された。主人公の青山一を演じる斉藤壮馬は、自身のブログに感想を綴るほど原作漫画の愛読者で、原作のコナリがそのことを覚えており、ファンが主演を演じるというコラボレーションが実現している。

### 登場人物（配信アニメ）
青山一 - 斉藤壮馬
垣根志麻 - 赤﨑千夏
馬場ちゃん - 加藤英美里
部長 - 神尾晋一郎
会長 - 堀総士郎
社員 - 植木慎英
雅 - 田中あいみ
礼 - 宮原颯希

### スタッフ（配信アニメ）
- 原作 - コナリミサト「珈琲いかがでしょう」（株式会社マッグガーデン）
- プロデューサー - 伊吹眞
- 監督・演出・作画監督 - 川上瑛未
- 制作進行 - 濱本真理
- 作画 - 太田将人、島袋南美
- アニメーション・撮影監督 - 大滝賢一
- アニメーション・撮影 - 川村綾
- 音響監督 - 佐藤当史
- キャスティング - 81プロデュース
- テーマソング - 『憂うつはコーヒーカップの中』作詞・作曲・演奏・歌 アライヨウコ
- アニメーション制作 - 株式会社アスラフィルム
- 制作協力 - 分銅宏行（株式会社マッグガーデン）
- 制作 - アニメビーンズ

## テレビドラマ
2021年4月5日から5月24日までテレビ東京系列の「ドラマプレミア23」枠の第1弾として放送された。主演はテレビ東京系連続ドラマ初主演となる中村倫也。全8話（全14エピソード）。
以前から原作漫画のファンの間で主人公・青山一のビジュアル、仕草、佇まいが「中村倫也にしか見えない」との声が殺到しており、「ぜひ中村倫也で実写化を」という待望論からファンの要望に応える形で中村が主演にキャスティングされている。中村自身も
とインタビューで答えている。
1話2本立てで、1回の放送で基本的に2つの原作エピソードが紹介されるオムニバス構成となっており、各エピソードの単位を「杯目」と呼称している（前半パート：1杯目、後半パート：2杯目）。本項では便宜上エピソードの単位をepisodeの略語「ep.」で表す。
キャッチコピーは「一杯のコーヒーで、世界はがらっと変わるのかも――」。

### あらすじ（テレビドラマ）
ワゴン車の移動珈琲店を営む青山一は、様々な街を転々としている。行く先々で店に訪れた人々は、いつも涼やかでひょうひょうとしている彼が丁寧に淹れたコーヒーとさりげない言葉の数々に優しく癒される。しかし、そんな彼にも他人には言えない過去と心の傷があった。コーヒーとともに各地を気の向くまま彷徨っているつもりが、運命はしかるべき場所へと彼をいざなう。

### 登場人物（テレビドラマ）

#### 主要人物
青山一（あおやま はじめ）
演 - 中村倫也
本作の主人公。タコのマークの移動珈琲屋「タコ珈琲」の店主。
垣根志麻（がきね しま）
演 - 夏帆（ep.1、ep.8 - ep.14）
誠実・丁寧・義理・人情がモットーの不器用なOL。
杉三平（すぎ さんぺい）
演 - 磯村勇斗
移動珈琲屋を始める前の青山と因縁がある男。通称は「ぺい」。
たこ
演 - 光石研（ep.10 - ep.14）（若い頃:前田旺志郎（ep.14））
ホームレスの男性。青山の珈琲の師匠。

#### ゲスト
役名不詳の登場人物の名前は原作漫画を参考にする。

##### 第1話
■人情珈琲（ep.1）
- 馬場（垣根の後輩OL） - 足立梨花[17]
- 部長（垣根の会社の部長） - 井上肇[18]
- 社長（垣根の会社の社長） - 大石吾朗

■死にたがり珈琲（ep.2）
- 早野美咲（死を意識するクレーム対応の電話オペレーター） - 貫地谷しほり[17]
- シヴァ（インドカレー店「カリカ」の店主） - バルニー[19]
- シヴァの妻（店主の妻） - アディカリ・サンギタ
- シヴァの娘（店主の娘） - スベディ・アニンディタ

##### 第2話
■キラキラ珈琲（ep.3）
- 大門雅（東京に憧れる田舎の女子高生） - 山田杏奈[17]
- 大門（雅の父） - 清水伸
- タイジ（礼の悪い友人） - 小柳友
- ヨウスケ（礼の悪い友人） - 小柳心

■だめになった珈琲（ep.4）
- 礼（東京で挫折を経験した自称画家の女性） - 臼田あさ美[17]（ep.3）
- ヤイ子（礼のルームメイト） - 三浦透子[20]
- ゲンさん（原宿のギャラリーオーナー） - 川瀬陽太
- ネネモ（礼の美術学校の学友） - 柳英里紗
- 村下正（有名なアートディレクター） - 岩崎う大

##### 第3話
■男子珈琲（ep.5）
- 飯田正彦（都会のサラリーマン） - 戸次重幸[17]
- 飯田由美（正彦の妻） - 筧美和子[17]
- 森（正彦の同僚） - 小手伸也[17]
- 中島（正彦の陰口を言う後輩社員）- 永島聖羅[21]

■金魚珈琲（ep.6）
- アケミ（田舎でスナックのママとして生きる男性） - 滝藤賢一[17]
- 遠藤（アケミの同級生） - 丸山智己[17]
- 田中（「スナックあけみ」の常連客） - 上地春奈
- 鈴木（「スナックあけみ」の常連客） - 鈴木アメリ[22]
- 森田（「スナックあけみ」の常連客） - もりももこ
- 斎藤（「スナックあけみ」の常連客） - 桜田聖子
- 潮（「スナックあけみ」の常連客） - 長野克弘
- アケミの母 - 竜のり子

##### 第4話
■ガソリン珈琲（ep.7）
- ゴンザ（ガソリンスタンド店主・青山の知人） - 一ノ瀬ワタル[23]
- ゴンザの妻 - 山田真歩[23]
- 織江（ゴンザの娘） - 池谷美音[23]
- 菊川貞夫（不愛想なトラック運転手） - 野間口徹[23]
- 菊川マリ（貞夫の妻） - 松本若菜[23]

■ファッション珈琲（ep.8）
- モタエ（カフェ店主・元バリスタチャンピオン） - 光浦靖子[23][24]

- 珈琲教室の生徒（モタエの珈琲教室の生徒） - 相築あきこ、うえのやまさおり、隅乃倉ひろみ
- 花菱（泥龍会の幹部） - 渡辺大[25]（ep.9 - ep.12）
- 花菱の舎弟 - 浦山佳樹、鈴木武、松本亮、久保圭一（ep.10）

##### 第5話
■ほるもん珈琲（ep.9）
■初恋珈琲（ep.10）
- ぺい（小学生時代） - 込江大牙
- ひとみ（ぺいの同級生・初恋の相手）- 筧礼（大人のひとみ:駒井蓮）
- ひとみの母 - 川村エミコ

##### 第6話
■たこ珈琲（ep.11）
- ぼっちゃん（泥龍会組長・17歳の三代目） - 宮世琉弥[25][24]（ep.12 - ep.14）

##### 第7話
■ぼっちゃん珈琲（ep.12）
- ぼっちゃん（10歳の頃） - 長野蒼大[25][24]（ep.13）
- 夕張（泥龍会のベテラン幹部） - 鶴見辰吾[25][24]（ep.13、ep.14）
- 二代目（泥龍会組長・ぼっちゃんの父） - 内田朝陽（ep.13）
- 泥龍会構成員 - 渡部龍平（ep.13）

##### 最終話
■暴力珈琲（ep.13）
- 権田組組長（泥龍会と対立する暴力団の組長） - 石橋保

■ポップ珈琲（ep.14）
- 幸子（たこの妻） - 市毛良枝[16]　（若い頃：森迫永依[16]）
- マコ（たこの孫） - 宮野陽名[16]
- 幸子の父 - 佐藤五郎
- 幸子の母 - 石井静

### スタッフ（テレビドラマ）
- 原作 - コナリミサト「珈琲いかがでしょう」（マッグガーデンコミックスEDENシリーズ）
- 脚本 - 荻上直子
- 監督 - 荻上直子、森義隆、小路紘史
- 音楽 - HAKASE-SUN
- OP主題歌 - 小沢健二 「エル・フエゴ (ザ・炎)」（Virgin Music / UNIVERSAL MUSIC）[26]
- ED主題歌 - Nulbarich 「CHAIN」（ビクターエンタテインメント）[27]
- 協力 - 猿田彦珈琲（技術指導：平岡佐智男）
- 珈琲カーデザイン - 富田麻友美
- 技術協力 - バル・エンタープライズ
- 美術協力 - KHKアート
- チーフプロデューサー - 阿部真士（テレビ東京）
- プロデューサー - 合田知弘（テレビ東京）、森田昇（テレビ東京）、山田雅子（アスミック・エース）、平部隆明（ホリプロ）
- 制作協力 - ホリプロ
- 制作 - テレビ東京、アスミック・エース
- 製作著作 - 「珈琲いかがでしょう」製作委員会

### 放送日程
| 話数   | 話数  | 放送日  | サブタイトル     | ラテ欄                                                    | 原作                                  | 監督     |
| ------ | ----- | ------- | ---------------- | --------------------------------------------------------- | ------------------------------------- | -------- |
| 第1話  | ep.01 | 4月05日 | 人情珈琲         | 幸せの移動カフェ 心を癒す優しい店主                       | 「人情珈琲」 「死にたがり珈琲」       | 荻上直子 |
| 第1話  | ep.02 | 4月05日 | 死にたがり珈琲   | 幸せの移動カフェ 心を癒す優しい店主                       | 「人情珈琲」 「死にたがり珈琲」       | 荻上直子 |
| 第2話  | ep.03 | 4月12日 | キラキラ珈琲     | 助けて!! 珈琲屋さん 夢と涙の上京物語!                     | 「キラキラ珈琲」 「だめになった珈琲」 | 森義隆   |
| 第2話  | ep.04 | 4月12日 | だめになった珈琲 | 助けて!! 珈琲屋さん 夢と涙の上京物語!                     | 「キラキラ珈琲」 「だめになった珈琲」 | 森義隆   |
| 第3話  | ep.05 | 4月19日 | 男子珈琲         | 動き始めた物語…!! 心優しき店主の秘密                      | 「男子珈琲」★ 「金魚珈琲」            | 荻上直子 |
| 第3話  | ep.06 | 4月19日 | 金魚珈琲         | 動き始めた物語…!! 心優しき店主の秘密                      | 「男子珈琲」★ 「金魚珈琲」            | 荻上直子 |
| 第4話  | ep.07 | 4月26日 | ガソリン珈琲     | 一杯の珈琲がつなぐ再会… 店主の壮絶過去 ついに迫る魔の手!! | 「ガソリン珈琲」 「ファッション珈琲」 | 森義隆   |
| 第4話  | ep.08 | 4月26日 | ファッション珈琲 | 一杯の珈琲がつなぐ再会… 店主の壮絶過去 ついに迫る魔の手!! | 「ガソリン珈琲」 「ファッション珈琲」 | 森義隆   |
| 第5話  | ep.09 | 5月03日 | ほるもん珈琲     | 傷だらけの店主…!! 人生変えた1杯の珈琲 移動カフェの真実!?  | 「ほるもん珈琲」 「初恋珈琲」         | 森義隆   |
| 第5話  | ep.10 | 5月03日 | 初恋珈琲         | 傷だらけの店主…!! 人生変えた1杯の珈琲 移動カフェの真実!?  | 「ほるもん珈琲」 「初恋珈琲」         | 森義隆   |
| 第6話  | ep.11 | 5月10日 | たこ珈琲         | 一体何が足りない!? 大切な人に淹れる珈琲 秘伝…最後の隠し味 | 「たこ珈琲」                          | 小路紘史 |
| 第7話  | ep.12 | 5月17日 | ぼっちゃん珈琲   | ついに現れた黒幕! 優しき店主の裏切りと 甘い珈琲牛乳の約束 | 「ぼっちゃん珈琲」                    | 小路紘史 |
| 最終話 | ep.13 | 5月24日 | 暴力珈琲         | 世界中に美味しい珈琲を届けたい… 最高にポップな1杯だ!!     | 「暴力珈琲」 「ポップ珈琲」           | 小路紘史 |
| 最終話 | ep.14 | 5月24日 | ポップ珈琲       | 世界中に美味しい珈琲を届けたい… 最高にポップな1杯だ!!     | 「暴力珈琲」 「ポップ珈琲」           | 小路紘史 |

- 初回から第3話までは5分拡大（ - 翌0:00）

### 放送局
| 放送期間                | 放送時間                    | 放送局         | 対象地域       | 備考   |
| ----------------------- | --------------------------- | -------------- | -------------- | ------ |
| 2021年4月5日 - 5月24日  | 月曜23:06 - 23:55           | テレビ東京     | 関東広域圏     | 製作局 |
|                         |                             | テレビ愛知     | 愛知県         |        |
|                         |                             | テレビせとうち | 岡山県・香川県 |        |
|                         |                             | テレビ北海道   | 北海道         |        |
|                         |                             | TVQ九州放送    | 福岡県         |        |
|                         |                             | テレビ大阪     | 大阪府         |        |
|                         |                             | 岐阜放送       | 岐阜県         |        |
|                         |                             | びわ湖放送     | 滋賀県         |        |
|                         |                             | 奈良テレビ     | 奈良県         |        |
|                         |                             | テレビ和歌山   | 和歌山県       |        |
| 2021年4月19日 - 6月7日  | 月曜23:56 - 24:55           | 南日本放送     | 鹿児島県       |        |
| 2021年4月23日 - 6月11日 | 金曜1:00 - 1:50（木曜深夜） | 日本海テレビ   | 鳥取県・島根県 |        |
| 2021年4月29日 - 6月17日 | 木曜23:56 - 24:55           | 静岡放送       | 静岡県         |        |

| テレビ東京系列 ドラマプレミア23                                   | テレビ東京系列 ドラマプレミア23                       | テレビ東京系列 ドラマプレミア23           |
| 前番組                                                            | 番組名                                                | 次番組                                    |
| ----------------------------------------------------------------- | ----------------------------------------------------- | ----------------------------------------- |
| 枠設立前につき無し                                                | 珈琲いかがでしょう （2021年4月5日 - 5月24日）         | シェフは名探偵 （2021年5月31日 - 8月2日） |
| テレビ東京系列 月曜23:06 - 23:55枠                                |                                                       |                                           |
| ワールドビジネスサテライト ※23:00 - 23:58 【1時間繰り上げて継続】 | 珈琲いかがでしょう 【ここから『ドラマプレミア23』枠】 | シェフは名探偵                            |

### 関連商品

#### 映像商品
『珈琲いかがでしょう DVD-BOX』
『珈琲いかがでしょう  Blu-ray BOX』
販売元：ハピネット・メディアマーケティング、発売：2021年12月3日（予定）

### スピンオフドラマ
『珈琲“もう一杯”いかがでしょう』（コーヒーもういっぱいいかがでしょう）のタイトルで、動画配信サービスParaviにて本編の『珈琲いかがでしょう』各話放送終了後に配信。磯村勇斗演じるぺいが主人公。ドラマ本編の前後が描かれる。

#### 登場人物（スピンオフドラマ）
- 杉三平 - 磯村勇斗
- 青山一 - 中村倫也

#### ゲスト（スピンオフドラマ）
第1話
- 早野美咲 - 貫地谷しほり
- シヴァ - バルニー
- シヴァの娘 - スベディ・アニンディタ

第2話
- 礼 - 臼田あさ美
- タイジ - 小柳友
- ヨウスケ - 小柳心
- ヤイ子 - 三浦透子
- 大門雅 - 山田杏奈

第3話
- 田中 - 上地春奈
- 鈴木 - 鈴木アメリ
- 森田 - もりももこ
- 斎藤 - 桜田聖子
- 潮 - 長野克弘
- アケミ - 滝藤賢一

第4話
- モタエ - 光浦靖子（第5話）
- 垣根 - 夏帆（第5話・第7話・第8話）

第5話
- 珈琲教室の生徒 - 相築あきこ
- 珈琲教室の生徒 - うえのやまさおり
- 珈琲教室の生徒 - 隅乃倉ひろみ

第6話
- たこ - 光石研
- 池田（元脚本家のホームレス） - 池田鉄洋（池田テツヒロ）

第7話
- ぼっちゃん（轟聡） - 宮世琉弥
- 夕張 - 鶴見慎吾
- 泥龍会構成員 - 渡部龍平
- 青山に殴られている男 - 大宮将司

第8話
- たこ珈琲の客 - 櫻井正一
- たこ珈琲の客 - 赤澤巴菜乃
- たこ珈琲の客 - エマ（821）

#### スタッフ（スピンオフドラマ）
- 原作 - コナリミサト「珈琲いかがでしょう」（マッグガーデンコミックスEDENシリーズ）
- 脚本 - 池田テツヒロ[32]
- チーフプロデューサー - 阿部真士（テレビ東京）
- プロデューサー - 合田知弘（テレビ東京）、森田昇（テレビ東京）、山田雅子（アスミック・エース）、平部隆明（ホリプロ）
- 監督 - 東條政利
- 音楽 - HAKASE-SUN
- 製作著作 - 「珈琲いかがでしょう」製作委員会

#### 配信日程
| 話数  | 配信日  | サブタイトル                 |
| ----- | ------- | ---------------------------- |
| 第1話 | 4月06日 | 冒険とスパイス珈琲           |
| 第2話 | 4月13日 | ラテアートは夢の入り口       |
| 第3話 | 4月20日 | 珈琲焼酎とアニキの幻         |
| 第4話 | 4月26日 | その男、珈琲お断り!          |
| 第5話 | 5月03日 | 珈琲女子会の夜は更けて…      |
| 第6話 | 5月10日 | ぺいの奇妙な珈琲レッスン     |
| 第7話 | 5月17日 | 珈琲と青山を巡る三角関係     |
| 第8話 | 5月24日 | たこ珈琲、まさかの新装開店!? |

## 舞台
2023年5月17日から5月21日までシアター1010にて公演。 脚本・演出は菅野臣太朗。

### 登場人物（舞台）
青山一 - 校條拳太朗
垣根志麻 - 太田奈緒
杉三平（ぺい） - 久下恭平
大門雅 - 新谷姫加
礼 - 花陽みく
アケミ - 進藤学
小比類巻 - 芹沢尚哉
モタエ - 斉藤レイ
若頭 - 高橋光
ヤイ子 - 音羽美可子
部長 - 横田大明
馬場 - 松原もか
遠藤 - 本間健太
姫子 - 安井摩耶